# Acaríciame el alma
Acaríciame el alma  es el segundo álbum de estudio del cantante mexicano Jan. Fue lanzado en formato Casset el 2 de noviembre de 1999 y en CD lanzado mundialmente el 11 de enero del  2000 por el sello discográfico Universal Music Group. El primer sencillo del álbum, «Sola tu, solo yo».Hasta la fecha, el álbum ha logrado vender casi 3 millones de copias a nivel mundial, de ellas más de 1 600 000 en Amazon.

## Antecedentes
A media promoción de su disco homónimo, Jan es llamado por la producción de Emilio Larrosa para formar parte de su primera telenovela Soñadoras y por primera vez en 1998 Jan incursiona en las telenovelas.
Al terminar esta novela Jan inicia la grabación de su segundo disco en España  bajo la producción de Alberto Estebanez y con Carlos Lara en Los Ángeles con el título de Acaríciame el alma.
Con este disco y con la primera novela, Jan tenía muchos más países para poder promocionar el disco ya que las novelas son vistas en más de 150 países.
Con temas como 'Sola tú, solo yo' y 'La última canción' aquel disco salió a la venta a finales de 1999, recorriendo varios países.

## Sola Tu, Solo Yo
El primer sencillo del álbum, y se incluye un remix en este mismo álbum. con muchos de ellos citando que la producción logró entrar a los primeros diez lugares del Latin Hot Song, convirtiéndose en el segundo sencillo de Jan que lo logra. 
El video fue estrenado el día 11 de noviembre y publicado en Youtube el 27 de agosto de 2007.

## Lista de canciones
| N.º | Título                          | Duración |  |
| 1.  | «Sola Tu, Solo Yo»              |          |  |
| 2.  | «Amigos No»                     |          |  |
| 3.  | «En Mí»                         |          |  |
| 4.  | «Volverás Con El Verano»        |          |  |
| 5.  | «Hasta El Último Beso»          |          |  |
| 6.  | «Desde La Trinchera»            |          |  |
| 7.  | «Te Extraño»                    |          |  |
| 8.  | «Acariciame El Alma»            |          |  |
| 9.  | «Siempre Te Recordare»          |          |  |
| 10. | «Es La Última Canción»          |          |  |
| 11. | «Desde La Trinchera (Acoustic)» |          |  |
| 12. | «Sola Tu, Solo Yo (Club Remix)» |          |  |